# Le Boupère
Le Boupère je francouzská obec v departementu Vendée v Pays de la Loire.